# Laonice shamrockensis
Laonice shamrockensis är en ringmaskart som beskrevs av Sikorski 2003. Laonice shamrockensis ingår i släktet Laonice och familjen Spionidae. Inga underarter finns listade i Catalogue of Life.